# هانز موك
هانز موك (بالألمانية: Johann Mock)‏ (مواليد 9 ديسمبر 1906) هو لاعب كرة قدم. يلعب مع منتخب ألمانيا لكرة القدم. سبق له أن لعب في كأس العالم لكرة القدم مع منتخب بلاده.

## روابط خارجية
- هانز موك على موقع الاتحاد الدولي (مؤرشف)  (الإنجليزية)
- هانز موك على موقع قاعدة بيانات كرة القدم.إي يو (الإنجليزية)
- هانز موك على موقع ناشيونال فوتبول تيمز (الإنجليزية)
- هانز موك على موقع Soccerway.com (الإنجليزية)
- هانز موك على موقع عالم كرة القدم.نت (الإنجليزية)